# Marsjøbreen
De Marsjøbreen is een gletsjer op het eiland Edgeøya, dat deel uitmaakt van de Noorse eilandengroep Spitsbergen.

## Geografie
De gletsjer is zuidwest-noordoost georiënteerd en heeft een lengte van ongeveer zeveneneenhalve kilometer. Hij komt vanaf de Storskavlen en mondt via gletsjerrivieren in het oosten uit in de Barentszzee. De Storskavlen ligt ten zuidwesten van de gletsjer en liggen samen ongeveer midden op het eiland.
Op ongeveer vijftien kilometer naar het oosten ligt de gletsjer Albrechtbreen.